# 여자들 (2017년 영화)
"여자들"은 2017년에 개봉한 대한민국의 영화이다.

## 캐스팅
- 최시형 : 시형 역
- 전여빈 : 여빈 역
- 채서진 : 고운 역
- 요조 : 수진 역
- 유이든 : 이든 역
- 전소니 : 소니 역
- 강기택 : 테오 역
- 리에 : 테오 수강생 역
- 양아름 : 테오 수강생 역
- 차원영 : 낚시터 남자들 역
- 록셔리 : 낚시터 남자들 역
- 려리 : 헤어디자이너 역
- 이종필 : 종필 역